# Сельские округа Московской области
Сельские округа — территориальные единицы и органы местного самоуправления, выделявшиеся в составе районов Московской области.

## История
Сельские округа были образованы 3 февраля 1994 года в результате преобразования сельсоветов. Единственным районом, на территории которого отсутствовали сельсоветы и не были образованы сельские округа, был Люберецкий район.
27 декабря 2000 года был принят закон от 17 января 2001 года «Об административно-территориальном устройстве Московской области», вводивший понятия сельского округа и сельского поселения, а также обобщённое понятие поселения:
- сельский округ — территориальная единица, объединяющая территориально и экономически связанные между собой сельские поселения;
- сельское поселение — село, деревня, посёлок, хутор и другие виды сельских поселений, находящиеся в составе сельского округа, жители которого заняты преимущественно сельскохозяйственным производством;
- территориальная единица — поселение — часть территории, имеющая сосредоточенную застройку в пределах фиксированной границы и служащая постоянным или преимущественным местом проживания и жизнедеятельности людей, либо группа поселений, не являющихся в соответствии с настоящим Законом административно-территориальной единицей (город районного подчинения, посёлок городского типа (рабочий или дачный), сельское поселение).

В 2004 году до проведения реформы в черту города Химки Химкинского района были включены все населённые пункты и в этой связи упразднены все сельские округа (сам район, состоявший из единственного населённого пункта был упразднён в феврале 2005 года с преобразованием в город областного подчинения и, на уровне местного самоуправления, городской округ), а в составе Балашихинского района остался единственный Черновской сельский округ.
С осени 2004 года стартовала муниципальная реформа в России, в результате которой сельские округа как муниципальные образования были упразднены, Балашихинский, Домодедовский и Химкинский районы были преобразованы в городские округа, остальные наделены статусом муниципальных районов. Муниципальные районы были разделены на городские и сельские поселения (Люберецкий исключительно на городские). В ходе последовавшей административной реформы с 1 января 2007 года сельские округа были упразднены и как территориальные единицы, вместо них Постановлением от 29 января 2007 года образованы сельские поселения (совпадающие с соответствующими муниципальными образованиями) и сельские населённые пункты, находящиеся в границах муниципальных образований городских поселений. Сельские населённые пункты Балашихинского и Домодедовского районов непосредственно вошли в состав районов, без образования поселений, и определялись как сельские населённые пункты, расположенные на территории районов.
Осенью 2010 года сельские населённые пункты, находящиеся в границах муниципальных образований городских поселений были переопределены как сельские населённые пункты, административно подчинённые городам и посёлкам городского типа.
Это административно-территориальное преобразование, однако, не получило отражение в ОКАТО, в котором сельские округа значились в ОКАТО в общей сложности до 2021 года (хронология их упразднения — в соответствующем списке).
В 2011 году Балашихинский и Домодедовский районы были упразднены с преобразованием в города областного подчинения. Сельские округа в их составе были исключены из ОКАТО в 2015—2016 годах.
В 2012 году некоторые сельские округа Ленинского, Наро-Фоминского и Подольского районов были упразднены в результате передачи в состав Москвы их территорий, это получило отражение в ОКАТО в том же году.
С 2015 по 2019 годы муниципальные районы Московской области были преобразованы в городские округа, административные районы в города и посёлки городского типа областного подчинения с административной территорией. Входившие в их состав сельские округа были исключены из ОКАТО с 2016 по 2021 годы. Последними были исключены сельские округа Ленинского района.

## Обозначения
город обл. подч. — город областного подчинения (административно-территориальная единица, с 2005 в границах соответствующего муниципального образования — городского округа)
город — город районного подчинения (территориальная единица, с 2005 в границах соответствующего муниципального образования — городского поселения)
пгт — посёлок городского типа
рп — рабочий посёлок (населённый пункт — пгт — и территориальная единица, с 2007 в границах соответствующего муниципального образования — городского поселения)
дп — дачный посёлок (населённый пункт — пгт — и территориальная единица, с 2007 в границах соответствующего муниципального образования — городского поселения)
с.н.п. — сельский населённый пункт, сельские населённые пункты
с/п — сельское поселение (территориальная единица в границах соответствующего муниципального образования)

## Список сельских округов

### Сельские округа, упразднённые до проведения реформы
Сельские округа, упразднённые в 1994—2004 годах до проведения муниципальной и сопутствующей административно-территориальной реформы. В общем списке указаны также два поселковых округа (до 1994 поссовета), образованных посёлками сельского типа .
| №  | Сельский округ                | Район              | Годы существования | Комментарий                                                                                     |
| -- | ----------------------------- | ------------------ | ------------------ | ----------------------------------------------------------------------------------------------- |
| 1  | Абрамовский                   | Орехово-Зуевский   | 1994—2004          | с.н.п. включены в Ильинский сельский округ                                                      |
| 2  | Алексино-Шатурский            | Егорьевский        | 1994—2001          | с.н.п. включены в Большегридинский сельский округ                                               |
| 3  | Антроповский                  | Чеховский          | 1994—2004          | с.н.п. включены в Любучанский сельский округ                                                    |
| 4  | Беззубовский                  | Орехово-Зуевский   | 1994—2004          | с.н.п. включены в Ильинский сельский округ                                                      |
| 5  | Белоозёрский                  | Шатурский          | 1994—2004          | с.н.п. включены в Пышлицкий сельский округ                                                      |
| 6  | Бережковский                  | Егорьевский        | 1994—2003          | с.н.п. включены в Селиваниховский сельский округ                                                |
| 7  | Беспятовский                  | Зарайский          | 1994—1997          | с.н.п. включены в Гололобовский сельский округ                                                  |
| 8  | Бобковский                    | Егорьевский        | 1994—2004          | с.н.п. включены в Раменский сельский округ                                                      |
| 9  | Большегридинский              | Егорьевский        | 1994—2004          | с.н.п. включены в Саввинский сельский округ                                                     |
| 10 | Бородинский                   | Шатурский          | 1994—2004          | с.н.п. включены в Дмитровский и Середниковский сельские округа                                  |
| 11 | Вохринский                    | Раменский          | 1994—2002          | с.н.п. включены в черту города обл. подч. Бронницы (1994) и в Рыболовский сельский округ (2002) |
| 12 | Глубоковский                  | Серебряно-Прудский | 1994—2004          | с.н.п. включены в Узуновский сельский округ                                                     |
| 13 | Горбачихинский                | Орехово-Зуевский   | 1994—2004          | с.н.п. включены в Горский сельский округ                                                        |
| 14 | Губастовский                  | Коломенский        | 1994—2003          | с.н.п. включены в Хорошовский сельский округ (деревня Рождественка в 2001)                      |
| 15 | Губинский                     | Орехово-Зуевский   | 1994—2004          | с.н.п. включены в Белавинский сельский округ                                                    |
| 16 | Двоенский                     | Егорьевский        | 1994—2004          | с.н.п. включены в Подрядниковский сельский округ                                                |
| 17 | Денежниковский                | Раменский          | 1994—2002          | с.н.п. включены в Тимонинский сельский округ                                                    |
| 18 | Деньковский                   | Истринский         | 1994—2004          | с.н.п. включены в Новопетровский сельский округ                                                 |
| 19 | Дмитриевский                  | Серебряно-Прудский | 1994—2004          | с.н.п. включены в Совхозный сельский округ                                                      |
| 20 | Дровосецкий                   | Орехово-Зуевский   | 1994—2004          | с.н.п. включены в Верейский сельский округ                                                      |
| 21 | Дубненский                    | Чеховский          | 1994—2004          | с.н.п. включены в Стремиловский сельский округ                                                  |
| 22 | Духанинский                   | Истринский         | 1994—2004          | с.н.п. включены в Ермолинский сельский округ                                                    |
| 23 | Заворовский                   | Раменский          | 1994—2002          | с.н.п. включены в Никоновский сельский округ                                                    |
| 24 | Карасёвский                   | Коломенский        | 1994—2003          | с.н.п. включены в Биорковский сельский округ                                                    |
| 25 | Карповский                    | Раменский          | 1994—2002          | с.н.п. включены в Новохаритоновский сельский округ                                              |
| 26 | Клязьминский                  | Химкинский         | 1994—2004          | с.н.п. включены в черту города Химки (с 2005 города обл. подч.)                                 |
| 27 | Копнинский                    | Раменский          | 1994—2002          | с.н.п. включены в Вялковский сельский округ                                                     |
| 28 | Кошелевский                   | Талдомский         | 1994—2004          | с.н.п. включены в Ермолинский сельский округ                                                    |
| 29 | Красновский                   | Орехово-Зуевский   | 1994—2004          | с.н.п. включены в Дороховский сельский округ                                                    |
| 30 | Крутовский                    | Серебряно-Прудский | 1994—2004          | с.н.п. включены в Узуновский сельский округ                                                     |
| 31 | Кулаковский                   | Чеховский          | 1994—2004          | с.н.п. включены в Стремиловский сельский округ                                                  |
| 32 | Лекинский                     | Шатурский          | 1994—2004          | с.н.п. включены в Пышлицкий сельский округ                                                      |
| 33 | Лукерьинский                  | Коломенский        | 1994—2003          | с.н.п. включены в Федосьинский сельский округ                                                   |
| 34 | Любический                    | Луховицкий         | 1994—1998          | с.н.п. включены в Дединовский сельский округ                                                    |
| 35 | Малышевский                   | Раменский          | 1994—2002          | с.н.п. включены в Ганусовский сельский округ                                                    |
| 36 | Мальковский                   | Орехово-Зуевский   | 1994—2004          | с.н.п. включены в Дороховский сельский округ                                                    |
| 37 | Мещерский                     | Чеховский          | 1994—2004          | с.н.п. включены в Любучанский сельский округ                                                    |
| 38 | Михайловский                  | Шатурский          | 1994—2004          | с.н.п. включены в Дмитровский сельский округ                                                    |
| 39 | Молодинский                   | Чеховский          | 1994—2004          | с.н.п. включены в Любучанский сельский округ                                                    |
| 40 | Никитский                     | Раменский          | 1994—2002          | с.н.п. включены в Ульянинский сельский округ                                                    |
| 41 | Николо-Кропоткинский          | Талдомский         | 1994—2004          | с.н.п. включены в Ермолинский сельский округ                                                    |
| 42 | Никольско-Архангельский       | Балашихинский      | 1994—2003          | село Никольско-Архангельское (единственный с.н.п.) включено в черту города Балашихи             |
| 43 | Новогорбовский                | Рузский            | 1994—1996          | с.н.п. включены в Барынинский сельский округ                                                    |
| 44 | Новозагарский                 | Павлово-Посадский  | 1994—2003          | с.н.п. включены в Аверкиевский сельский округ                                                   |
| 45 | Новомилетский                 | Балашихинский      | 1994—2003          | с.н.п. включены в Черновской сельский округ                                                     |
| 46 | Новосёлковский                | Зарайский          | 1994—1997          | с.н.п. включены в Гололобовский сельский округ                                                  |
| 47 | Новосидоровский               | Шатурский          | 1994—2004          | с.н.п. включены в черту города Шатуры и в Кривандинский сельский округ                          |
| 48 | Новский                       | Балашихинский      | 1994—2003          | с.н.п. включены в черту города Балашихи                                                         |
| 49 | Осаново-Дубовский, поселковый | Шатурский          | 1994—2004          | с.н.п. включён в Кривандинский сельский округ                                                   |
| 50 | Петровский                    | Серебряно-Прудский | 1994—2004          | с.н.п. включены в Шеметовский сельский округ                                                    |
| 51 | Пехра-Покровский              | Балашихинский      | 1994—2004          | с.н.п. включены в черту города Балашихи (2003—2004)                                             |
| 52 | Пирочинский                   | Коломенский        | 1994—2003          | с.н.п. включены в Макшеевский сельский округ                                                    |
| 53 | Подхоженский                  | Серебряно-Прудский | 1994—2004          | с.н.п. включены в Мочильский сельский округ                                                     |
| 54 | Полбинский                    | Егорьевский        | 1994—2004          | с.н.п. включены в Подрядниковский сельский округ                                                |
| 55 | Починковский                  | Егорьевский        | 1994—2004          | с.н.п. включены в Подрядниковский сельский округ                                                |
| 56 | Пустошинский, поселковый      | Шатурский          | 1994—2004          | с.н.п. включён в Пустошинский сельский округ                                                    |
| 57 | Пушкинский                    | Пушкинский         | 1994—2003          | с.н.п. включены в состав города Пушкина (2002—2003) и в Царёвский сельский округ (2003)         |
| 58 | Речицкий                      | Раменский          | 1994—2002          | с.н.п. включены в Гжельский сельский округ                                                      |
| 59 | Ржавский                      | Солнечногорский    | 1997—2004          | с.н.п. объединены в рп Ржавки                                                                   |
| 60 | Строкинский                   | Раменский          | 1994—2002          | с.н.п. включены в Вялковский сельский округ                                                     |
| 61 | Тельминский                   | Шатурский          | 1994—2004          | с.н.п. включены в Дмитровский сельский округ                                                    |
| 62 | Теренинский                   | Павлово-Посадский  | 1994—2002          | с.н.п. включены в Улитинский сельский округ                                                     |
| 63 | Ходаевский                    | Чеховский          | 1994—2004          | с.н.п. включены в Стремиловский сельский округ                                                  |
| 64 | Чепелёвский                   | Чеховский          | 1994—2004          | с.н.п. включены в Стремиловский сельский округ                                                  |
| 65 | Черленковский                 | Шаховской          | 1994—1995          | с.н.п. включены в Бухоловский, Волочановский и Серединский сельские округа                      |
| 66 | Чернятинский                  | Клинский           | 1994—2003          | с.н.п. включены в Воздвиженский сельский округ                                                  |
| 67 | Шараповский                   | Чеховский          | 1994—2004          | с.н.п. включены в Стремиловский сельский округ                                                  |
| 68 | Шараповский                   | Шатурский          | 1994—2004          | с.н.п. включены в Середниковский сельский округ                                                 |
| 69 | Шкиньский                     | Коломенский        | 1994—2003          | с.н.п. включены в Федосьинский (2001) и Непецинский (2003) сельские округа                      |
| 70 | Язвищенский                   | Орехово-Зуевский   | 1994—2004          | с.н.п. включены в Новинский сельский округ                                                      |

### Сельские округа Московской области, упразднённые в ходе реформы
Сельские округа, упразднённые в ходе проведения административно-территориальной и муниципальной реформы. Указывается в числе прочих данных год их исключения из ОКАТО.
| №   | Сельский округ                      | Район              | Годы существования | Год исключения из ОКАТО | Территориальные (административно-территориальные) единицы после преобразования |
| --- | ----------------------------------- | ------------------ | ------------------ | ----------------------- | --- |
| 1   | Авдеевский                          | Зарайский          | 1994—2007          | 2018                    | с/п Каринское |
| 2   | Аверкиевский                        | Павлово-Посадский  | 1994—2007          | 2018                    | с/п Аверкиевское |
| 3   | Акатьевский                         | Коломенский        | 1994—2007          | 2018                    | с/п Акатьевское |
| 4   | Аксёно-Бутырский                    | Ногинский          | 1994—2007          | 2019                    | город Ногинск, с/п Аксёно-Бутырское |
| 5   | Аксёновский                         | Луховицкий         | 1994—2007          | 2018                    | с/п Головачёвское |
| 6   | Аксиньинский                        | Одинцовский        | 1994—2007          | 2020                    | с/п Ершовское, с/п Успенское |
| 7   | Аксиньинский                        | Ступинский         | 1994—2007          | 2018                    | с/п Аксиньинское |
| 8   | Алпатьевский                        | Луховицкий         | 1994—2007          | 2018                    | с/п Газопроводское |
| 9   | Алферьевский                        | Зарайский          | 1994—2007          | 2018                    | с/п Струпненское |
| 10  | Алфимовский                         | Ступинский         | 1994—2007          | 2018                    | с/п Леонтьевское |
| 11  | Андреевский                         | Солнечногорский    | 1994—2007          | 2020                    | рп Андреевка |
| 12  | Анискинский                         | Щёлковский         | 1994—2007          | 2019                    | с/п Анискинское |
| 13  | Аннинский                           | Волоколамский      | 1994—2007          | 2020                    | рп Сычёво, с/п Чисменское |
| 14  | Арнеевский                          | Серпуховский       | 1994—2007          | 2020                    | с/п Данковское |
| 15  | Астаповский                         | Луховицкий         | 1994—2007          | 2018                    | с/п Астаповское |
| 16  | Астрецовский                        | Дмитровский        | 1994—2007          | 2019                    | город Дмитров, город Яхрома |
| 17  | Атепцевский                         | Наро-Фоминский     | 1994—2007          | 2018                    | с/п Атепцевское |
| 18  | Афанасьевский                       | Наро-Фоминский     | 1994—2007          | 2018                    | город Верея, с/п Волчёнковское |
| 19  | Ахтимнеевский                       | Талдомский         | 1994—2007          | 2019                    | город Талдом, с/п Ермолинское |
| 20  | Ашитковский                         | Воскресенский      | 1994—2007          | 2020                    | рп имени Цюрупы, с/п Ашитковское |
| 21  | Базаровский                         | Каширский          | 1994—2007          | 2016                    | город Кашира, город Ожерелье, с/п Базаровское |
| 22  | Балковский                          | Серпуховский       | 1994—2007          | 2020                    | с/п Липицкое |
| 23  | Балобановский                       | Ногинский          | 1994—2007          | 2019                    | рп Обухово, с/п Аксёно-Бутырское |
| 24  | Барабановский                       | Каширский          | 1994—2007          | 2016                    | с/п Базаровское, с/п Домнинское |
| 25  | Барановский                         | Воскресенский      | 1994—2007          | 2020                    | с/п Ашитковское |
| 26  | Баранцевский                        | Чеховский          | 1994—2007          | 2018                    | с/п Баранцевское |
| 27  | Барвихинский                        | Одинцовский        | 1994—2007          | 2020                    | с/п Барвихинское |
| 28  | Барынинский                         | Рузский            | 1994—2007          | 2018                    | с/п Колюбакинское |
| 29  | Белавинский                         | Орехово-Зуевский   | 1994—2007          | 2019                    | с/п Белавинское |
| 30  | Белоколпский                        | Шаховской          | 1994—2007          | 2016                    | рп Шаховская, с/п Раменское, с/п Степаньковское |
| 31  | Белорастовский                      | Дмитровский        | 1994—2007          | 2019                    | рп Икша |
| 32  | Березнецовский                      | Ступинский         | 1994—2007          | 2018                    | рп Малино |
| 33  | Березняковский                      | Сергиево-Посадский | 1994—2007          | 2020                    | город Сергиев Посад, с/п Березняковское |
| 34  | Биорковский (до 2002 Гололобовский) | Коломенский        | 1994—2007          | 2018                    | с/п Биорковское |
| 35  | Болычёвский                         | Волоколамский      | 1994—2007          | 2020                    | с/п Осташёвское |
| 36  | Большеалексеевский                  | Ступинский         | 1994—2007          | 2018                    | с/п Аксиньинское |
| 37  | Большевязёмский                     | Одинцовский        | 1994—2007          | 2020                    | рп Большие Вязёмы |
| 38  | Большерогачёвский                   | Дмитровский        | 1994—2007          | 2019                    | с/п Большерогачёвское |
| 39  | Бордуковский                        | Шатурский          | 1994—2007          | 2018                    | город Шатура, рп Мишеронский |
| 40  | Борисовский                         | Можайский          | 1994—2007          | 2019                    | с/п Борисовское |
| 41  | Бородинский                         | Можайский          | 1994—2007          | 2019                    | с/п Бородинское |
| 42  | Бояркинский                         | Озёрский           | 1994—2007          | 2016                    | с/п Бояркинское |
| 43  | Братовщинский                       | Пушкинский         | 1994—2007          | 2020                    | рп Лесной, рп Правдинский |
| 44  | Брянцевский                         | Подольский         | 1994—2007          | 2016                    | с/п Стрелковское |
| 45  | Бужаниновский                       | Сергиево-Посадский | 1994—2007          | 2020                    | с/п Березняковское |
| 46  | Бужаровский                         | Истринский         | 1994—2007          | 2018                    | с/п Бужаровское |
| 47  | Букарёвский                         | Истринский         | 1994—2007          | 2018                    | с/п Букарёвское |
| 48  | Булатниковский                      | Ленинский          | 1994—2007          | 2021                    | город Видное, с/п Булатниковское |
| 49  | Буньковский                         | Ногинский          | 1994—2007          | 2019                    | с/п Буньковское |
| 50  | Бунятинский                         | Дмитровский        | 1994—2007          | 2019                    | с/п Синьковское |
| 51  | Бутурлинский                        | Серпуховский       | 1994—2007          | 2020                    | с/п Данковское |
| 52  | Бухоловский                         | Шаховской          | 1994—2007          | 2016                    | рп Шаховская, с/п Степаньковское |
| 53  | Быковский                           | Раменский          | 1994—2007          | 2020                    | с/п Верейское |
| 54  | Васильевский                        | Сергиево-Посадский | 1994—2007          | 2020                    | с/п Васильевское |
| 55  | Васильевский                        | Серпуховский       | 1994—2007          | 2020                    | с/п Васильевское |
| 56  | Ваулинский                          | Можайский          | 1994—2007          | 2019                    | с/п Юрловское |
| 57  | Введенский                          | Лотошинский        | 1994—2007          | 2020                    | с/п Микулинское |
| 58  | Введенский                          | Одинцовский        | 1994—2007          | 2020                    | с/п Захаровское |
| 59  | Великодворский                      | Талдомский         | 1994—2007          | 2019                    | город Талдом, с/п Темповое |
| 60  | Вельяминовский                      | Домодедовский      | 1994—2007          | 2016                    | с.н.п. Домодедовского района, с 2010 с.н.п. города Домодедово Домодедовского района, с 2011 город обл. подч. Домодедово                                                                                      |
| 61  | Верейский                           | Орехово-Зуевский   | 1994—2007          | 2019                    | с/п Верейское |
| 62  | Веригинский                         | Сергиево-Посадский | 1994—2007          | 2020                    | с/п Селковское |
| 63  | Вертлинский                         | Солнечногорский    | 1994—2007          | 2020                    | город Солнечногорск, с/п Смирновское |
| 64  | Веселёвский                         | Наро-Фоминский     | 1994—2007          | 2018                    | с/п Веселёвское |
| 65  | Виноградовский                      | Воскресенский      | 1994—2007          | 2020                    | с/п Ашитковское |
| 66  | Виноградовский                      | Мытищинский        | 1994—2007          | 2016                    | города Мытищи |
| 67  | Внуковский                          | Дмитровский        | 1994—2007          | 2019                    | город Дмитров |
| 68  | Внуковский                          | Ленинский          | 1994—2007          | 2012                    | с/п Внуковское, с 2012 поселение Внуковское Новомосковского адм. округа города Москвы |
| 69  | Воздвиженский                       | Клинский           | 1994—2007          | 2019                    | с/п Воздвиженское |
| 70  | Воздвиженский                       | Сергиево-Посадский | 1994—2007          | 2020                    | с/п Лозовское |
| 71  | Волковский                          | Одинцовский        | 1994—2007          | 2020                    | с/п Никольское |
| 72  | Волковский                          | Рузский            | 1994—2007          | 2018                    | с/п Волковское |
| 73  | Володарский                         | Ленинский          | 1994—2007          | 2021                    | с/п Володарское |
| 74  | Волоколамский                       | Волоколамский      | 1994—2007          | 2020                    | город Волоколамск, с/п Спасское, с/п Ярополецкое |
| 75  | Волочановский                       | Шаховской          | 1994—2007          | 2016                    | рп Шаховская, с/п Степаньковское |
| 76  | Воронинский                         | Клинский           | 1994—2007          | 2019                    | с/п Воронинское |
| 77  | Воронковский                        | Красногорский      | 1994—2007          | 2018                    | город Красногорск, с/п Ильинское |
| 78  | Вороновский                         | Подольский         | 1994—2007          | 2012                    | с/п Вороновское, с 2012 поселение Вороновское Троицкого адм. округа города Москвы |
| 79  | Воскресенский                       | Ленинский          | 1994—2007          | 2012                    | с/п Воскресенское, с 2012 поселение Воскресенское Новомосковского адм. округа города Москвы |
| 80  | Выкопанский                         | Луховицкий         | 1994—2007          | 2018                    | с/п Головачёвское |
| 81  | Вялковский                          | Раменский          | 1994—2007          | 2020                    | рп Быково, с/п Вялковское |
| 82  | Габовский                           | Дмитровский        | 1994—2007          | 2019                    | с/п Габовское |
| 83  | Гавриловский                        | Луховицкий         | 1994—2007          | 2018                    | с/п Газопроводское |
| 84  | Ганусовский                         | Раменский          | 1994—2007          | 2020                    | с/п Ганусовское |
| 85  | Гжельский                           | Раменский          | 1994—2007          | 2020                    | с/п Гжельское |
| 86  | Глазовский                          | Можайский          | 1994—2007          | 2019                    | с/п Горетовское |
| 87  | Глазовский                          | Серпуховский       | 1994—2007          | 2020                    | с/п Дашковское |
| 88  | Головинский                         | Щёлковский         | 1994—2007          | 2020                    | рп Фряново |
| 89  | Гололобовский                       | Зарайский          | 1997—2007          | 2017                    | с/п Гололобовское |
| 90  | Гольцовский                         | Луховицкий         | 1994—2007          | 2018                    | с/п Головачёвское |
| 91  | Горкинский                          | Ленинский          | 1994—2007          | 2021                    | город Видное, рп Горки Ленинские, с/п Молоковское |
| 92  | Городищенский                       | Ступинский         | 1994—2007          | 2018                    | город Ступино |
| 93  | Городнянский                        | Луховицкий         | 1994—2007          | 2018                    | с/п Астаповское |
| 94  | Горский                             | Одинцовский        | 1994—2007          | 2020                    | Горское |
| 95  | Горский                             | Озёрский           | 1994—2007          | 2016                    | город Озёры, с/п Бояркинское |
| 96  | Горский                             | Орехово-Зуевский   | 1994—2007          | 2019                    | с/п Горское |
| 97  | Гостиловский                        | Воскресенский      | 1994—2007          | 2020                    | с/п Фединское |
| 98  | Гребневский                         | Щёлковский         | 1994—2007          | 2020                    | с/п Гребневское |
| 99  | Григорьевский                       | Луховицкий         | 1994—2007          | 2018                    | с/п Газопроводское |
| 100 | Гришинский                          | Дмитровский        | 1994—2007          | 2019                    | с/п Костинское |
| 101 | Губинский                           | Можайский          | 1994—2007          | 2019                    | с/п Юрловское |
| 102 | Гуслевский                          | Талдомский         | 1994—2007          | 2019                    | рп Вербилки, с/п Гуслевское |
| 103 | Давыдковский                        | Клинский           | 1994—2007          | 2019                    | город Клин |
| 104 | Давыдовский                         | Орехово-Зуевский   | 1994—2007          | 2019                    | с/п Давыдовское |
| 105 | Дединовский                         | Луховицкий         | 1994—2007          | 2018                    | с/п Дединовское |
| 106 | Дементьевский                       | Раменский          | 1994—2007          | 2020                    | дп Кратово |
| 107 | Демиховский                         | Орехово-Зуевский   | 1994—2007          | 2019                    | с/п Демиховское |
| 108 | Десёновский                         | Ленинский          | 1994—2007          | 2012                    | с/п Десёновское, с 2012 поселение Десёновское Новомосковского адм. округа города Москвы |
| 109 | Дмитровский                         | Шатурский          | 1994—2007          | 2018                    | с/п Дмитровское |
| 110 | Домнинский                          | Каширский          | 1994—2007          | 2016                    | с/п Домнинское |
| 111 | Дороховский                         | Орехово-Зуевский   | 1994—2007          | 2019                    | с/п Дороховское |
| 112 | Дорский                             | Шаховской          | 1994—2007          | 2016                    | с/п Серединское |
| 113 | Дровнинский                         | Можайский          | 1994—2007          | 2019                    | с/п Дровнинское |
| 114 | Дубневский                          | Ступинский         | 1994—2007          | 2018                    | рп Малино |
| 115 | Дубровицкий                         | Подольский         | 1994—2007          | 2016                    | с/п Дубровицкое |
| 116 | Дулебинский                         | Озёрский           | 1994—2007          | 2016                    | с/п Клишинское |
| 117 | Дядьковский                         | Дмитровский        | 1994—2007          | 2019                    | город Дмитров, с/п Куликовское |
| 118 | Елгозинский (до 1995 Тарховский)    | Клинский           | 1994—2007          | 2019                    | с/п Петровское |
| 119 | Ёлкинский                           | Воскресенский      | 1994—2007          | 2020                    | рп Хорлово |
| 120 | Ельдигинский                        | Пушкинский         | 1994—2007          | 2020                    | дп Зеленоградский, с/п Ельдигинское |
| 121 | Ермолинский                         | Истринский         | 1994—2007          | 2018                    | с/п Ермолинское |
| 122 | Ермолинский                         | Талдомский         | 1994—2007          | 2019                    | с/п Ермолинское |
| 123 | Ерновский                           | Зарайский          | 1994—2007          | 2018                    | с/п Гололобовское |
| 124 | Ершовский                           | Одинцовский        | 1994—2007          | 2020                    | с/п Ершовское |
| 125 | Ефремовский                         | Егорьевский        | 1994—2007          | 2016                    | город Егорьевск |
| 126 | Ждановский                          | Волоколамский      | 1994—2007          | 2020                    | город Волоколамск, с/п Чисменское |
| 127 | Жегаловский                         | Щёлковский         | 1994—2007          | 2020                    | город Щёлково, дп Загорянский |
| 128 | Жостовский                          | Мытищинский        | 1994—2007          | 2016                    | рп Пироговский |
| 129 | Журавенский                         | Зарайский          | 1994—2007          | 2018                    | с/п Струпненское |
| 130 | Заболотьевский                      | Раменский          | 1994—2007          | 2020                    | с/п Заболотьевское |
| 131 | Закубежский                         | Сергиево-Посадский | 1994—2007          | 2020                    | с/п Шеметовское |
| 132 | Замошинский                         | Можайский          | 1994—2007          | 2019                    | с/п Замошинское |
| 133 | Зареченский                         | Дмитровский        | 1994—2007          | 2019                    | с/п Куликовское |
| 134 | Захаровский                         | Одинцовский        | 1994—2007          | 2020                    | с/п Захаровское |
| 135 | Знаменский                          | Каширский          | 1994—2007          | 2016                    | город Кашира, с/п Знаменское |
| 136 | Зубовский                           | Клинский           | 1994—2007          | 2019                    | с/п Зубовское |
| 137 | Ивановский                          | Истринский         | 1994—2007          | 2018                    | с/п Ивановское |
| 138 | Ивановский                          | Рузский            | 1994—2007          | 2018                    | с/п Ивановское |
| 139 | Ивановский                          | Ступинский         | 1994—2007          | 2018                    | с/п Семёновское |
| 140 | Ивашковский                         | Шаховской          | 1994—2007          | 2016                    | с/п Раменское |
| 141 | Ильино-Ярополецкий                  | Волоколамский      | 1994—2007          | 2020                    | с/п Ярополецкое |
| 142 | Ильинский                           | Дмитровский        | 1994—2007          | 2019                    | город Дмитров |
| 143 | Ильинский                           | Красногорский      | 1994—2007          | 2018                    | с/п Ильинское |
| 144 | Ильинский                           | Орехово-Зуевский   | 1994—2007          | 2019                    | с/п Ильинское |
| 145 | Искровский                          | Солнечногорский    | 1994—2007          | 2020                    | с/п Лунёвское |
| 146 | Калиновский                         | Серпуховский       | 1994—2007          | 2020                    | рп Оболенск, с/п Дашковское, с/п Калиновское |
| 147 | Каменский                           | Дмитровский        | 1994—2007          | 2019                    | с/п Габовское |
| 148 | Каменский                           | Наро-Фоминский     | 1994—2007          | 2018                    | с/п Атепцевское |
| 149 | Каринский                           | Зарайский          | 1994—2007          | 2018                    | с/п Каринское |
| 150 | Каринский                           | Одинцовский        | 1994—2007          | 2020                    | с/п Ершовское |
| 151 | Кармановский                        | Волоколамский      | 1994—2007          | 2020                    | с/п Спасское |
| 152 | Картинский                          | Ленинский          | 1994—2007          | 2021                    | город Видное, с/п Совхоз имени Ленина, с/п Развилковское |
| 153 | Кашинский                           | Волоколамский      | 1994—2007          | 2020                    | с/п Кашинское |
| 154 | Квашёнковский                       | Талдомский         | 1994—2007          | 2019                    | с/п Ермолинское |
| 155 | Кировский                           | Лотошинский        | 1994—2007          | 2020                    | рп Лотошино, с/п Ошейкинское |
| 156 | Кировский                           | Солнечногорский    | 1994—2007          | 2020                    | рп Менделеево, дп Поварово, с/п Лунёвское, с/п Пешковское |
| 157 | Клеменовский                        | Егорьевский        | 1994—2007          | 2016                    | город Егорьевск |
| 158 | Клементьевский                      | Можайский          | 1994—2007          | 2019                    | с/п Клементьевское |
| 159 | Клёмовский                          | Серебряно-Прудский | 1994—2007          | 2016                    | рп Серебряные Пруды, с/п Узуновское |
| 160 | Клёновский                          | Подольский         | 1994—2007          | 2012                    | с/п Клёновское, с 2012 поселение Клёновское Троицкого адм. округа города Москвы |
| 161 | Клишинский                          | Озёрский           | 1994—2007          | 2016                    | с/п Клишинское |
| 162 | Кожуховский                         | Можайский          | 1994—2007          | 2019                    | город Можайск, с/п Спутник |
| 163 | Колоцкий                            | Можайский          | 1994—2007          | 2019                    | рп Уваровка, с/п Замошинское |
| 164 | Колтовский                          | Каширский          | 1994—2007          | 2016                    | с/п Колтовское |
| 165 | Колычёвский                         | Домодедовский      | 1994—2007          | 2016                    | с.н.п. Домодедовского района, с 2010 с.н.п. города Домодедово Домодедовского района, с 2011 город обл. подч. Домодедово                                                                                      |
| 166 | Колычёвский                         | Егорьевский        | 1994—2007          | 2016                    | город Егорьевск |
| 167 | Комлевский                          | Рузский            | 1994—2007          | 2018                    | с/п Старорузское |
| 168 | Конобеевский                        | Воскресенский      | 1994—2007          | 2020                    | с/п Ашитковское |
| 169 | Константиновский                    | Домодедовский      | 1994—2007          | 2016                    | с.н.п. Домодедовского района, с 2010 с.н.п. города Домодедово Домодедовского района, с 2011 город обл. подч. Домодедово (в черту Домодедова включены в 2007 деревня Умшары, в 2011 посёлок подстанции Пахра) |
| 170 | Константиновский                    | Раменский          | 1994—2007          | 2020                    | с/п Константиновское |
| 171 | Константиновский                    | Сергиево-Посадский | 1994—2007          | 2020                    | с/п Шеметовское |
| 172 | Кончаковский                        | Луховицкий         | 1994—2007          | 2018                    | с/п Газопроводское |
| 173 | Коргашинский                        | Мытищинский        | 1994—2007          | 2016                    | город Мытищи, рп Пироговский |
| 174 | Косиловский                         | Шаховской          | 1994—2007          | 2016                    | с/п Серединское, с/п Степаньковское |
| 175 | Космодемьянский                     | Рузский            | 1994—2007          | 2018                    | с/п Дороховское |
| 176 | Костинский                          | Дмитровский        | 1994—2007          | 2019                    | с/п Костинское |
| 177 | Костровский                         | Истринский         | 1994—2007          | 2018                    | с/п Костровское |
| 178 | Красногорский                       | Мытищинский        | 1994—2007          | 2016                    | с/п Федоскинское |
| 179 | Краснооктябрьский                   | Рузский            | 1994—2007          | 2018                    | с/п Колюбакинское |
| 180 | Краснопахорский                     | Подольский         | 1994—2007          | 2012                    | с/п Краснопахорское, с 2012 поселение Краснопахорское Троицкого адм. округа города Москвы |
| 181 | Краснопоймовский                    | Луховицкий         | 1994—2007          | 2018                    | с/п Краснопоймовское |
| 182 | Краснопутьский                      | Домодедовский      | 1994—2007          | 2016                    | с.н.п. Домодедовского района, с 2010 с.н.п. города Домодедово Домодедовского района, с 2011 город обл. подч. Домодедово (в 2009 в черту Домодедова включена деревня Скрипино-2)                              |
| 183 | Кривандинский                       | Шатурский          | 1994—2007          | 2018                    | с/п Кривандинское |
| 184 | Крымский                            | Одинцовский        | 1994—2007          | 2020                    | город Кубинка |
| 185 | Крюковский                          | Наро-Фоминский     | 1994—2007          | 2018                    | с/п Ташировское |
| 186 | Кудиновский                         | Ногинский          | 1994—2007          | 2019                    | город Электроугли, с/п Аксёно-Бутырское |
| 187 | Кузнецовский                        | Павлово-Посадский  | 1994—2007          | 2018                    | с/п Кузнецовское |
| 188 | Кузнецовский                        | Раменский          | 1994—2007          | 2020                    | с/п Кузнецовское |
| 189 | Кузьминский                         | Сергиево-Посадский | 1994—2007          | 2020                    | с/п Шеметовское |
| 190 | Кузьминский                         | Ступинский         | 1994—2007          | 2018                    | рп Михнево |
| 191 | Кузяевский                          | Дмитровский        | 1994—2007          | 2019                    | город Дмитров |
| 192 | Кукаринский                         | Можайский          | 1994—2007          | 2019                    | город Можайск, с/п Бородинское, с/п Горетовское |
| 193 | Куликовский                         | Дмитровский        | 1994—2007          | 2019                    | с/п Куликовское |
| 194 | Кульпинский                         | Дмитровский        | 1994—2007          | 2019                    | с/п Синьковское |
| 195 | Куплиямский                         | Егорьевский        | 1994—2007          | 2016                    | рп Рязановский |
| 196 | Курьяновский                        | Волоколамский      | 1994—2007          | 2020                    | с/п Ярополецкое |
| 197 | Кутузовский                         | Солнечногорский    | 1994—2007          | 2020                    | с/п Кутузовское |
| 198 | Лаговский                           | Подольский         | 1994—2007          | 2016                    | с/п Лаговское |
| 199 | Ледовский                           | Каширский          | 1994—2007          | 2016                    | город Ожерелье, с/п Домнинское |
| 200 | Ленинский                           | Истринский         | 1994—2007          | 2018                    | город Дедовск, дп Снегири |
| 201 | Леонтьевский                        | Ступинский         | 1994—2007          | 2018                    | с/п Леонтьевское |
| 202 | Летуновский                         | Зарайский          | 1994—2007          | 2018                    | с/п Каринское |
| 203 | Ликинский                           | Одинцовский        | 1994—2007          | 2020                    | с/п Жаворонковское (2010: хутор Новобрёхово передан в подчинение дп Кокошкино Наро-Фоминского района, 2012: поселение Кокошкино Новомосковского адм. округа города Москвы)                                   |
| 204 | Липицкий                            | Серпуховский       | 1994—2007          | 2020                    | с/п Липицкое |
| 205 | Лобановский                         | Домодедовский      | 1994—2007          | 2016                    | с.н.п. Домодедовского района, с 2010 с.н.п. города Домодедово Домодедовского района, с 2011 город обл. подч. Домодедово                                                                                      |
| 206 | Ловецкий                            | Луховицкий         | 1994—2007          | 2018                    | с/п Дединовское |
| 207 | Луговской                           | Пушкинский         | 1994—2007          | 2020                    | дп Ашукино |
| 208 | Лужниковский                        | Ступинский         | 1994—2007          | 2018                    | город Ступино |
| 209 | Лузгаринский                        | Шатурский          | 1994—2007          | 2018                    | с/п Кривандинское |
| 210 | Лукьяновский                        | Серпуховский       | 1994—2007          | 2020                    | с/п Липицкое |
| 211 | Лучинский                           | Истринский         | 1994—2007          | 2018                    | город Истра, с/п Ивановское, с/п Лучинское |
| 212 | Любучанский                         | Чеховский          | 1994—2007          | 2018                    | с/п Любучанское |
| 213 | Майский                             | Пушкинский         | 1994—2007          | 2020                    | дп Зеленоградский, рп Софрино, с/п Ельдигинское |
| 214 | Макеевский                          | Зарайский          | 1994—2007          | 2018                    | с/п Каринское |
| 215 | Макшеевский                         | Коломенский        | 1994—2007          | 2018                    | с/п Заруденское |
| 216 | Малеевский                          | Клинский           | 1994—2007          | 2019                    | с/п Нудольское |
| 217 | Малодубенский                       | Орехово-Зуевский   | 1994—2007          | 2019                    | с/п Малодубенское |
| 218 | Мальцевский                         | Щёлковский         | 1994—2007          | 2020                    | город Щёлково |
| 219 | Мамоновский                         | Одинцовский        | 1994—2007          | 2020                    | город Одинцово |
| 220 | Мамонтовский                        | Ногинский          | 1994—2007          | 2019                    | с/п Мамонтовское |
| 221 | Марушкинский                        | Наро-Фоминский     | 1994—2007          | 2012                    | дп Кокошкино, с/п Марушкинское, с 2012 поселение Кокошкино, поселение Марушкинское Новомосковского адм. округа города Москвы                                                                                 |
| 222 | Марчуговский                        | Воскресенский      | 1994—2007          | 2020                    | с/п Фединское |
| 223 | Марьинский                          | Красногорский      | 1994—2007          | 2018                    | с/п Отрадненское |
| 224 | Марьинский                          | Сергиево-Посадский | 1994—2007          | 2020                    | с/п Васильевское, с/п Шеметовское |
| 225 | Масловский                          | Зарайский          | 1994—2007          | 2018                    | с/п Гололобовское |
| 226 | Матырский                           | Луховицкий         | 1994—2007          | 2018                    | с/п Астаповское |
| 227 | Машоновский                         | Зарайский          | 1994—2007          | 2018                    | с/п Гололобовское |
| 228 | Медвежье-Озёрский                   | Щёлковский         | 1994—2007          | 2020                    | с/п Медвежье-Озёрское |
| 229 | Мещеринский                         | Ступинский         | 1994—2007          | 2018                    | с/п Аксиньинское |
| 230 | Микулинский                         | Лотошинский        | 1994—2007          | 2020                    | с/п Микулинское |
| 231 | Мисирёвский                         | Клинский           | 1994—2007          | 2019                    | город Клин |
| 232 | Митинский                           | Сергиево-Посадский | 1994—2007          | 2020                    | город Хотьково, с/п Васильевское |
| 233 | Михайлово-Ярцевский                 | Подольский         | 1994—2007          | 2012                    | с/п Михайлово-Ярцевское, с 2012 поселение Михайлово-Ярцевское Троицкого адм. округа города Москвы |
| 234 | Михалёвский                         | Воскресенский      | 1994—2007          | 2020                    | рп Белоозёрский |
| 235 | Михалёвский                         | Лотошинский        | 1994—2007          | 2020                    | рп Лотошино |
| 236 | Мишутинский                         | Сергиево-Посадский | 1994—2007          | 2020                    | город Пересвета, город Сергиева Посада, рп Богородское, с/п Реммаш |
| 237 | Молоковский                         | Ленинский          | 1994—2007          | 2021                    | с/п Молоковское |
| 238 | Монасеинский                        | Лотошинский        | 1994—2007          | 2020                    | рп Лотошино |
| 239 | Московский                          | Ленинский          | 1994—2007          | 2012                    | город Московский, с/п «Мосрентген», с 2012 поселение Московский и поселение «Мосрентген» Новомосковского адм. округа города Москвы                                                                           |
| 240 | Мочильский                          | Серебряно-Прудский | 1994—2007          | 2016                    | с/п Мочильское |
| 241 | Мошницкий                           | Солнечногорский    | 1994—2007          | 2020                    | город Солнечногорск, с/п Смирновское |
| 242 | Назарьевский                        | Наро-Фоминский     | 1994—2007          | 2018                    | с/п Волчёнковское |
| 243 | Назарьевский                        | Одинцовский        | 1994—2007          | 2020                    | с/п Назарьевское |
| 244 | Наро-Осановский                     | Одинцовский        | 1994—2007          | 2020                    | город Кубинка |
| 245 | Нарынковский                        | Клинский           | 1997—2007          | 2018                    | с/п Нудольское |
| 246 | Настасьинский                       | Дмитровский        | 1994—2007          | 2019                    | город Дмитров |
| 247 | Наугольновский                      | Сергиево-Посадский | 1994—2007          | 2020                    | город Краснозаводска, город Пересвета, город Сергиева Посада, рп Богородское, Скоропусковский, с/п Березняковское                                                                                            |
| 248 | Непецинский                         | Коломенский        | 1994—2007          | 2018                    | с/п Непецинское |
| 249 | Нефёдовский                         | Серпуховский       | 1994—2007          | 2020                    | с/п Васильевское |
| 250 | Нижнемасловский                     | Луховицкий         | 1994—2007          | 2018                    | с/п Газопроводское |
| 251 | Никольский                          | Одинцовский        | 1994—2007          | 2020                    | с/п Никольское |
| 252 | Никольский                          | Рузский            | 1994—2007          | 2018                    | с/п Волковское |
| 253 | Никоновский                         | Раменский          | 1994—2007          | 2020                    | с/п Никоновское |
| 254 | Никульский                          | Коломенский        | 1994—2007          | 2018                    | с/п Радужное |
| 255 | Новинский                           | Орехово-Зуевский   | 1994—2007          | 2019                    | с/п Новинское |
| 256 | Новоивановский                      | Одинцовский        | 1994—2007          | 2020                    | рп Новоивановское |
| 257 | Новопетровский                      | Истринский         | 1994—2007          | 2018                    | с/п Новопетровское |
| 258 | Новосёлковский                      | Ступинский         | 1994—2007          | 2018                    | рп Жилёво |
| 259 | Новофёдоровский                     | Наро-Фоминский     | 1994—2007          | 2012                    | город Наро-Фоминск, рп Киевский (с 2012 поселение Киевский Троицкого адм. округа города Москвы), рп Селятино, с/п Новофёдоровское (с 2012 поселение Новофёдоровское Троицкого адм. округа города Москвы)     |
| 260 | Новохаритоновский                   | Раменский          | 1994—2007          | 2020                    | с/п Новохаритоновское |
| 261 | Новощаповский                       | Клинский           | 1994—2007          | 2019                    | город Клин, с/п Зубовское |
| 262 | Носовский                           | Луховицкий         | 1994—2007          | 2018                    | с/п Газопроводское |
| 263 | Нудольский                          | Клинский           | 1994—2007          | 2019                    | с/п Нудольское, с/п Петровское |
| 264 | Обуховский                          | Солнечногорский    | 1994—2007          | 2020                    | город Солнечногорск, с/п Кривцовское |
| 265 | Обушковский                         | Истринский         | 1994—2007          | 2018                    | с/п Обушковское |
| 266 | Огудневский                         | Щёлковский         | 1994—2007          | 2020                    | с/п Огудневское |
| 267 | Одинцовский                         | Домодедовский      | 1994—2007          | 2016                    | с.н.п. Домодедовского района, с 2010 с.н.п. города Домодедово Домодедовского района, с 2011 город обл. подч. Домодедово (в 2007 в черту Домодедова включена деревня Заборье)                                 |
| 268 | Онуфриевский                        | Истринский         | 1994—2007          | 2018                    | с/п Онуфриевское |
| 269 | Орудьевский                         | Дмитровский        | 1994—2007          | 2019                    | город Дмитров |
| 270 | Осеевский                           | Щёлковский         | 1994—2007          | 2020                    | рп Монино, рп Свердловский |
| 271 | Осташёвский                         | Волоколамский      | 1994—2007          | 2020                    | с/п Осташёвское |
| 272 | Островецкий                         | Раменский          | 1994—2007          | 2020                    | с/п Островецкое |
| 273 | Ошейкинский                         | Лотошинский        | 1994—2007          | 2020                    | с/п Ошейкинское |
| 274 | Павлищевский                        | Можайский          | 1994—2007          | 2019                    | с/п Клементьевское |
| 275 | Павло-Слободский                    | Истринский         | 1994—2007          | 2018                    | с/п Павло-Слободское |
| 276 | Павловический                       | Талдомский         | 1994—2007          | 2019                    | с/п Гуслевское |
| 277 | Пашуковский                         | Ногинский          | 1994—2007          | 2019                    | с/п Ямкинское |
| 278 | Первомайский                        | Наро-Фоминский     | 1994—2007          | 2012                    | с/п Первомайское, с 2012 поселение Первомайское Троицкого адм. округа города Москвы |
| 279 | Пестриковский                       | Коломенский        | 1994—2007          | 2018                    | с/п Пестриковское |
| 280 | Петрово-Дальневский                 | Красногорский      | 1994—2007          | 2018                    | с/п Ильинское |
| 281 | Петровский                          | Клинский           | 1994—2007          | 2019                    | с/п Петровское |
| 282 | Петровский                          | Наро-Фоминский     | 1994—2007          | 2018                    | город Апрелевка, рп Калининец, рп Селятино |
| 283 | Петровский                          | Шатурский          | 1994—2007          | 2018                    | город Шатура |
| 284 | Пешковский                          | Солнечногорский    | 1994—2007          | 2020                    | дп Поварово, с/п Пешковское |
| 285 | Подолинский                         | Солнечногорский    | 1994—2007          | 2020                    | с/п Кутузовское |
| 286 | Подрядниковский                     | Егорьевский        | 1994—2007          | 2016                    | с/п Юрцовское |
| 287 | Подъячевский                        | Дмитровский        | 1994—2007          | 2019                    | город Яхрома |
| 288 | Покровский                          | Дмитровский        | 1994—2007          | 2019                    | с/п Большерогачёвское |
| 289 | Покровский                          | Рузский            | 1994—2007          | 2018                    | с/п Волковское |
| 290 | Порецкий                            | Можайский          | 1994—2007          | 2019                    | с/п Порецкое |
| 291 | Протасовский                        | Мытищинский        | 1994—2007          | 2016                    | с/п Федоскинское |
| 292 | Протекинский                        | Зарайский          | 1994—2007          | 2018                    | с/п Гололобовское |
| 293 | Пустошинский, сельский              | Шатурский          | 1994—2007          | 2018                    | рп Черусти |
| 294 | Путилковский                        | Красногорский      | 1994—2007          | 2018                    | с/п Отрадненское |
| 295 | Пятницкий                           | Солнечногорский    | 1994—2007          | 2020                    | с/п Соколовское |
| 296 | Райсемёновский                      | Серпуховский       | 1994—2007          | 2020                    | рп Пролетарский, с/п Дашковское |
| 297 | Раменский                           | Егорьевский        | 1994—2007          | 2016                    | с/п Раменское |
| 298 | Раменский                           | Шаховской          | 1994—2007          | 2016                    | с/п Раменское |
| 299 | Растуновский                        | Домодедовский      | 1994—2007          | 2016                    | с.н.п. Домодедовского района, с 2010 с.н.п. города Домодедово Домодедовского района, с 2011 город обл. подч. Домодедово (в 2007 в черту Домодедова включены деревня Рождественское и село Шебанцево)         |
| 300 | Ратчинский                          | Воскресенский      | 1994—2007          | 2020                    | с/п Фединское |
| 301 | Рахмановский                        | Павлово-Посадский  | 1994—2007          | 2018                    | с/п Рахмановское |
| 302 | Редькинский                         | Озёрский           | 1994—2007          | 2016                    | с/п Клишинское |
| 303 | Решоткинский (до 1995 Селинский)    | Клинский           | 1994—2007          | 2019                    | город Клин |
| 304 | Роговский                           | Подольский         | 1994—2007          | 2012                    | с/п Роговское, с 2012 поселение Роговское Троицкого адм. округа города Москвы |
| 305 | Рыболовский                         | Раменский          | 1994—2007          | 2020                    | с/п Рыболовское |
| 306 | Рязановский                         | Подольский         | 1994—2007          | 2012                    | с/п Рязановское, с 2012 поселение Рязановское Новомосковского адм. округа города Москвы |
| 307 | Рязанцевский                        | Щёлковский         | 1994—2007          | 2020                    | рп Фряново |
| 308 | Саввинский                          | Егорьевский        | 1994—2007          | 2016                    | с/п Саввинское |
| 309 | Саввинский                          | Одинцовский        | 1994—2007          | 2020                    | с/п Ершовское |
| 310 | Савостинский                        | Лотошинский        | 1994—2007          | 2020                    | с/п Микулинское |
| 311 | Сафоновский                         | Раменский          | 1994—2007          | 2020                    | город Раменское, с/п Сафоновское |
| 312 | Сгонниковский                       | Мытищинский        | 1994—2007          | 2016                    | город Мытищи |
| 313 | Селиваниховский                     | Егорьевский        | 1994—2007          | 2016                    | город Егорьевск |
| 314 | Селковский                          | Сергиево-Посадский | 1994—2007          | 2020                    | с/п Селковское |
| 315 | Семёновский                         | Можайский          | 1994—2007          | 2019                    | с/п Замошинское |
| 316 | Семёновский                         | Ступинский         | 1994—2007          | 2018                    | с/п Семёновское |
| 317 | Сенницкий                           | Озёрский           | 1994—2007          | 2016                    | с/п Клишинское |
| 318 | Серединский                         | Шаховской          | 1994—2007          | 2016                    | с/п Серединское, с/п Степаньковское |
| 319 | Середниковский                      | Шатурский          | 1994—2007          | 2018                    | с/п Дмитровское |
| 320 | Сидоровский                         | Одинцовский        | 1994—2007          | 2020                    | город Голицыно |
| 321 | Симбуховский                        | Наро-Фоминский     | 1994—2007          | 2018                    | город Верея |
| 322 | Синичинский                         | Можайский          | 1994—2007          | 2019                    | с/п Бородинское, с/п Порецкое |
| 323 | Синьковский                         | Дмитровский        | 1994—2007          | 2019                    | с/п Синьковское |
| 324 | Ситне-Щелкановский                  | Ступинский         | 1994—2007          | 2018                    | город Ступино |
| 325 | Слободищевский                      | Дмитровский        | 1994—2007          | 2019                    | с/п якотское |
| 326 | Слободский                          | Клинский           | 1994—2007          | 2019                    | с/п Воронинское |
| 327 | Соболевский                         | Орехово-Зуевский   | 1994—2007          | 2019                    | с/п Соболевское |
| 328 | Совхозный                           | Серебряно-Прудский | 1994—2007          | 2016                    | рп Серебряные Пруды, с/п Успенское |
| 329 | Соколовский                         | Солнечногорский    | 1994—2007          | 2020                    | рп Андреевка, дп Поварово, с/п Соколовское |
| 330 | Солнечногорский                     | Солнечногорский    | 1994—2007          | 2020                    | город Солнечногорск, с/п Пешковское |
| 331 | Сосенский                           | Ленинский          | 1994—2007          | 2012                    | с/п Воскресенское, с/п «Мосрентген», с/п Сосенское, с 2012 поселение Воскресенское, поселение «Мосрентген», поселение Сосенское Новомосковского адм. округа города Москвы                                    |
| 332 | Сосновский                          | Озёрский           | 1994—2007          | 2016                    | с/п Клишинское |
| 333 | Софьинский                          | Раменский          | 1994—2007          | 2020                    | с/п Софьинское |
| 334 | Спас-Заулковский                    | Клинский           | 1994—2007          | 2019                    | город Клин |
| 335 | Спасский                            | Волоколамский      | 1994—2007          | 2020                    | с/п Спасское |
| 336 | Старониколаевский                   | Рузский            | 1994—2007          | 2018                    | с/п Дороховское |
| 337 | Старопареевский                     | Щёлковский         | 1994—2007          | 2020                    | рп Фряново |
| 338 | Старорузский                        | Рузский            | 1994—2007          | 2018                    | с/п Старорузское |
| 339 | Староситненский                     | Ступинский         | 1994—2007          | 2018                    | город Ступино |
| 340 | Стеблевский                         | Волоколамский      | 1994—2007          | 2020                    | с/п Кашинское |
| 341 | Стёпановский                        | Ногинский          | 1994—2007          | 2018                    | с/п Стёпановское |
| 342 | Степанщинский                       | Воскресенский      | 1994—2007          | 2020                    | с/п Фединское |
| 343 | Стрелковский                        | Подольский         | 1994—2007          | 2016                    | с/п Стрелковское |
| 344 | Стремиловский                       | Чеховский          | 1994—2007          | 2018                    | с/п Стремиловское |
| 345 | Струпненский                        | Зарайский          | 1994—2007          | 2018                    | с/п Струпненское |
| 346 | Судисловский                        | Шаховской          | 1994—2007          | 2016                    | рп Шаховская, с/п Раменское, с/п Степаньковское |
| 347 | Судниковский                        | Волоколамский      | 1994—2007          | 2020                    | рп Сычёво, с/п Спасское |
| 348 | Сумароковский                       | Рузский            | 1994—2007          | 2018                    | с/п Ивановское |
| 349 | Сухаревский                         | Мытищинский        | 1994—2007          | 2016                    | с/п Федоскинское |
| 350 | Сынковский                          | Подольский         | 1994—2007          | 2016                    | с/п Лаговское |
| 351 | Талицкий                            | Пушкинский         | 1994—2007          | 2020                    | дп Ашукино, рп Софрино |
| 352 | Тарасовский                         | Пушкинский         | 1994—2007          | 2020                    | с/п Тарасовское |
| 353 | Тарбушевский                        | Озёрский           | 1994—2007          | 2016                    | город Озёры, с/п Бояркинское |
| 354 | Татариновский                       | Ступинский         | 1994—2007          | 2018                    | рп Михнево |
| 355 | Ташировский                         | Наро-Фоминский     | 1994—2007          | 2018                    | город Наро-Фоминск, с/п Ташировское |
| 356 | Темповый                            | Талдомский         | 2003—2007          | 2019                    | с/п Темповое |
| 357 | Теряевский                          | Волоколамский      | 1994—2007          | 2020                    | с/п Теряевское |
| 358 | Тимонинский                         | Раменский          | 1994—2007          | 2020                    | с/п Софьинское |
| 359 | Тишковский                          | Пушкинский         | 1994—2007          | 2020                    | с/п Ельдигинское |
| 360 | Топкановский                        | Каширский          | 1994—2007          | 2016                    | с/п Топкановское |
| 361 | Торгашинский                        | Сергиево-Посадский | 1994—2007          | 2020                    | с/п Селковское |
| 362 | Трубинский                          | Щёлковский         | 1994—2007          | 2020                    | с/п Трубинское |
| 363 | Тураковский                         | Сергиево-Посадский | 1994—2007          | 2020                    | город Сергиева Посада, с/п Лозовское |
| 364 | Туровский                           | Серпуховский       | 1994—2007          | 2020                    | с/п Данковское |
| 365 | Угрюмовский                         | Домодедовский      | 1994—2007          | 2016                    | с.н.п. Домодедовского района, с 2010 с.н.п. города Домодедово Домодедовского района, с 2011 город обл. подч. Домодедово                                                                                      |
| 366 | Узуновский                          | Серебряно-Прудский | 1994—2007          | 2016                    | с/п Узуновское |
| 367 | Улитинский                          | Павлово-Посадский  | 1994—2007          | 2018                    | с/п Улитинское |
| 368 | Ульянинский                         | Раменский          | 1994—2007          | 2020                    | с/п Ульянинское |
| 369 | Успенский                           | Одинцовский        | 1994—2007          | 2020                    | с/п Успенское |
| 370 | Ушаковский                          | Лотошинский        | 1994—2007          | 2020                    | рп Лотошино, с/п Ошейкинское |
| 371 | Федоскинский                        | Мытищинский        | 1994—2007          | 2016                    | с/п Федоскинское |
| 372 | Федосьинский                        | Коломенский        | 1994—2007          | 2018                    | с/п Проводниковское |
| 373 | Филимонковский                      | Ленинский          | 1994—2007          | 2012                    | с/п Филимонковское, с 2012 поселение Филимонковское Новомосковского адм. округа города Москвы |
| 374 | Фруктовский                         | Луховицкий         | 1994—2007          | 2018                    | с/п Фруктовское |
| 375 | Харлампеевский                      | Шатурский          | 1994—2007          | 2018                    | с/п Радовицкое |
| 376 | Хатунский                           | Ступинский         | 1994—2007          | 2018                    | с/п Семёновское |
| 377 | Хорошовский                         | Коломенский        | 1994—2007          | 2018                    | с/п Хорошовское |
| 378 | Царёвский                           | Пушкинский         | 1994—2007          | 2020                    | с/п Царёвское |
| 379 | Целеевский                          | Дмитровский        | 1994—2007          | 2019                    | город Дмитров, рп Деденево |
| 380 | Часцовский                          | Одинцовский        | 1994—2007          | 2020                    | с/п Часцовское |
| 381 | Чемодуровский                       | Воскресенский      | 1994—2007          | 2020                    | город Воскресенск |
| 382 | Ченецкий                            | Волоколамский      | 1994—2007          | 2020                    | город Волоколамск, с/п Кашинское |
| 383 | Ченцовский                          | Сергиево-Посадский | 1994—2007          | 2020                    | с/п Шеметовское |
| 384 | Черневский                          | Зарайский          | 1994—2007          | 2018                    | с/п Гололобовское |
| 385 | Черновской                          | Балашихинский      | 1994—2007          | 2016                    | с.н.п. Балашихинского района, с 2010 с.н.п. города Балашихи Балашихинского района, с 2011 город обл. подч. Балашиха                                                                                          |
| 386 | Чисменский                          | Волоколамский      | 1994—2007          | 2020                    | рп Сычёво, с/п Чисменское |
| 387 | Чулковский                          | Раменский          | 1994—2007          | 2020                    | с/п Чулковское |
| 388 | Шабурновский                        | Сергиево-Посадский | 1994—2007          | 2020                    | с/п Шеметовское |
| 389 | Шараповский                         | Одинцовский        | 1994—2007          | 2020                    | с/п Никольское |
| 390 | Шеметовский                         | Серебряно-Прудский | 1994—2007          | 2016                    | рп Серебряные Пруды, с/п Мочильское, с/п Узуновское |
| 391 | Шестаковский                        | Волоколамский      | 1994—2007          | 2020                    | с/п Теряевское |
| 392 | Шипулинский (до 1995 Масюгинский)   | Клинский           | 1994—2007          | 2019                    | город Высоковск, с/п Воздвиженское |
| 393 | Шувойский                           | Егорьевский        | 2001—2007          | 2016                    | город Егорьевск |
| 394 | Шустиковский                        | Наро-Фоминский     | 1994—2007          | 2018                    | с/п Веселёвское |
| 395 | Щаповский                           | Подольский         | 1994—2007          | 2012                    | с/п Щаповское, с 2012 поселение Щаповское Троицкого адм. округа города Москвы |
| 396 | Щёкинский                           | Клинский           | 1994—2007          | 2019                    | с/п Нудольское |
| 397 | Юдинский                            | Одинцовский        | 1994—2007          | 2020                    | город Одинцово, дп Лесной Городок, с/п Жаворонковское |
| 398 | Юдинский                            | Талдомский         | 1994—2007          | 2019                    | с/п Темповое |
| 399 | Юркинский                           | Талдомский         | 1994—2007          | 2019                    | рп Северный, с/п Гуслевское, с/п Ермолинское |
| 400 | Юрловский                           | Можайский          | 1994—2007          | 2019                    | с/п Юрловское |
| 401 | Юровский                            | Раменский          | 1994—2007          | 2020                    | с/п Кузнецовское |
| 402 | Ядроминский                         | Истринский         | 1994—2007          | 2018                    | с/п Ядроминское |
| 403 | Якотский                            | Дмитровский        | 1994—2007          | 2019                    | с/п Якотское |
| 404 | Ямкинский                           | Ногинский          | 1994—2007          | 2019                    | город Ногинск, с/п Ямкинское |
| 405 | Ямской                              | Домодедовский      | 1994—2007          | 2016                    | с.н.п. Домодедовского района, с 2010 с.н.п. города Домодедово Домодедовского района, с 2011 город обл. подч. Домодедово                                                                                      |
| 406 | Ямской                              | Можайский          | 1994—2007          | 2019                    | город Можайск, с/п Борисовское |
| 407 | Ямуговский                          | Клинский           | 1994—2007          | 2017                    | город Клин |
| 408 | Ярополецкий                         | Волоколамский      | 1994—2007          | 2020                    | с/п Ярополецкое |

## Территориальные преобразования, кроме упразднения сельских округов

### Территориальные обмены
Территориальные обмены, происходившие до реформы, затрагивавшие сельские округа.
| №  | Город / пгт / сельский округ     | Район              | Год        | Территориальный обмен |
| -- | -------------------------------- | ------------------ | ---------- | --- |
| 1  | Андреевский сельский округ       | Солнечногорский    | 2004       | посёлок Андреевка преобразован в рп и выведен из состава сельского округа, оставаясь административным центром |
| 2  | Биорковский сельский округ       | Коломенский        | 2003       | часть с.н.п. передана в Акатьевский сельский округ |
| 3  | Большевязёмский сельский округ   | Одинцовский        | 2004       | посёлок Городок-17 и село Большие Вязёмы объединены в рп Большие Вязёмы, рп выведен из состава сельского округа, оставаясь административным центром |
| 4  | Бордуковский сельский округ      | Шатурский          | 2004       | деревня Никитинская передана в Кривандинский сельский округ |
| 5  | Вертлинский сельский округ       | Солнечногорский    | 2004       | посёлок Дома отдыха и творчества-1 включён в черту города Солнечногорска |
| 6  | Волоколамский сельский округ     | Волоколамский      | 2003, 2004 | в черту города Волоколамска включены посёлок Волоколамец (2003), деревня Холстниково (2004), а также деревня Прохорово (2003, включена в черту рп Привокзального, включённого в дальнейшем в город Волоколамск)                                              |
| 7  | Вялковский сельский округ        | Раменский          | 2004       | 2 с.н.п. переданы в Дементьевский сельский округ |
| 8  | Гребневский сельский округ       | Щёлковский         | 2004       | деревня Чижово подчинена городу обл. подч. Фрязина |
| 9  | Дубневский сельский округ        | Ступинский         | 2004       | деревня Астафьево включена в черту рп Михнева |
| 10 | Дядьковский сельский округ       | Дмитровский        | 1998       | часть с.н.п. передана в Орудьевский сельский округ |
| 11 | Ждановский сельский округ        | Волоколамский      | 2004       | в черту города Волоколамска включены деревни Матвейково и Новопетровское |
| 12 | Искровский сельский округ        | Солнечногорский    | 1997       | часть с.н.п. выделена в Ржавский сельский округ |
| 13 | Керва, рп                        | Шатурский          | 2004       | с.н.п. переданы в Бордуковский сельский округ |
| 14 | Клеменовский сельский округ      | Егорьевский        | 2004       | часть с.н.п. передана в Саввинский сельский округ |
| 15 | Краснооктябрьский сельский округ | Рузский            | 2001       | деревня Петрова передана в черту рп Тучково |
| 16 | Кубинка, город                   | Одинцовский        | 2004       | часть с.н.п. передана в Наро-Осановский сельский округ |
| 17 | Кузьминский сельский округ       | Ступинский         | 2001       | часть с.н.п. включена в черту рп Михнева |
| 18 | Менделеево, рп                   | Солнечногорский    | 2004       | посёлок Красный Воин передан в Кировский сельский округ |
| 19 | Михалевский сельский округ       | Воскресенский      | 2004       | посёлок Красный Холм включён в черту рп Белоозёрского |
| 20 | Московский                       | Ленинский          | 2004       | посёлок Московский преобразован в город районного подчинения и выведен из состава сельского округа, оставаясь административным центром |
| 21 | Мошницкий сельский округ         | Солнечногорский    | 2004       | посёлок дома «Солнечногорск» включён в черту города Солнечногорска |
| 22 | Никульский сельский округ        | Коломенский        | 2001, 2003 | часть с.н.п. передана в Хорошовский (2001), Непецинский (2003) и Федосьинский сельские округа (2003) |
| 23 | Новоивановский сельский округ    | Одинцовский        | 2004       | посёлок Заречье преобразован в рп и выведен из состава сельского округа; посёлок НИИ сельского хозяйства «Немчиновка» и деревня Новоивановское преобразованы в рп Новоивановское, рп выведен из состава сельского округа, оставаясь административным центром |
| 24 | Нудольский сельский округ        | Клинский           | 1997       | часть с.н.п. выделена в Нарынковский сельский округ |
| 25 | Осеевский сельский округ         | Щёлковский         | 2002       | деревня Ситьково включена в черту города обл. под. Лосино-Петровского |
| 26 | Павловский Посад, город          | Павлово-Посадский  | 2002       | деревня Субботино передана в Рахмановский сельский округ |
| 27 | Пестриковский сельский округ     | Коломенский        | 2003       | часть с.н.п. передана в Макшеевский |
| 28 | Петровский сельский округ        | Наро-Фоминский     | 2004       | посёлок Рассудово передан в Новофёдоровский сельский округ |
| 29 | Серебряные Пруды, рп             | Серебряно-Прудский | 2002       | 2 с.н.п. переданы в Клёмовский сельский округ, село Красное передано в Совхозный сельский округ |
| 30 | Старорузский сельский округ      | Рузский            | 1996       | деревня Мосеева включена в черту рп Тучково |
| 31 | Староситненский сельский округ   | Ступинский         | 2002       | часть с.н.п. включена в черту города Ступина |
| 32 | Судниковский сельский округ      | Волоколамский      | 1995       | деревня Васильевское передана в Ждановский сельский округ |
| 33 | Тимонинский сельский округ       | Раменский          | 2004       | часть с.н.п., в том числе входивших в Денежниковский сельский округ, передана в Константиновский сельский округ |
| 34 | Федосьинский сельский округ      | Коломенский        | 2003       | деревня Солосцово передана в Биорковский сельский округ |
| 35 | Ченецкий сельский округ          | Волоколамский      | 2004       | часть с.н.п. включён в черту города Волоколамска |
| 36 | Черусти, рп                      | Шатурский          | 2004       | с.н.п. переданы в Пустошинский сельский округ |
| 37 | Чулковский сельский округ        | Раменский          | 2003       | посёлок Раменской агрохимстанции (РАОС) передан в Софьинский сельский округ |
| 38 | Щаповский сельский округ         | Подольский         | 2002       | посёлок Октябрьский Мост передан в Дубровицкий сельский округ и присоединён к посёлку Кузнечики |
| 39 | Юровский сельский округ          | Раменский          | 2002, 2004 | часть с.н.п. передана в Сафоновский сельский округ (2002, 2004) |

### Включение бывших посёлков городского типа в сельские округа
Включение бывших посёлков городского типа, а также подчинявшихся им сельских населённых пунктов (если были), в сельские округа.
| №  | Сельский округ    | Район              | Год  | Включённый бывший пгт (и, если есть, подчинявшиеся ему с.н.п.) |
| -- | ----------------- | ------------------ | ---- | --- |
| 1  | Андреевский       | Солнечногорский    | 2002 | в состав сельского округа включено село Алабушево (ранее дп) |
| 2  | Антроповский      | Чеховский          | 2004 | в состав сельского округа включено село Талалихино (ранее рп, образованный и выделенный из состава того же сельского округа в 1999)                                       |
| 3  | Барынинский       | Рузский            | 1996 | в состав сельского округа включён посёлок Колюбакино (ранее рп) |
| 4  | Большегридинский  | Егорьевский        | 2001 | в состав сельского округа включена деревня Верейка (ранее рп Вождь Пролетариата)                                                                                          |
| 5  | Бордуковский      | Шатурский          | 2004 | в состав сельского округа включён посёлок Бакшеево (ранее рп) |
| 6  | Верейский         | Орехово-Зуевский   | 2003 | рп Верея преобразован в с.н.п. (посёлок), образован сельский округ, в состав которого включены также и с.н.п., находившиеся в подчинении Вереи                            |
| 7  | Внуковский        | Ленинский          | 1995 | в состав сельского округа включён посёлок ДСК «Мичуринец» (ранее дп) |
| 8  | Лузгаринский      | Шатурский          | 2004 | в состав сельского округа включены посёлки Туголесский Бор (ранее рп) и находившийся в его подчинении Воймежный                                                           |
| 9  | Мамоновский       | Одинцовский        | 2004 | в состав сельского округа включены село Немчиновка (ранее дп) и находившиеся в его подчинении с.н.п.                                                                      |
| 10 | Мисирёвский       | Клинский           | 2004 | в состав сельского округа включена деревня Покровка (ранее рп) |
| 11 | Митинский         | Сергиево-Посадский | 2004 | в состав сельского округа включено село Абрамцево (ранее дп) |
| 12 | Наугольновский    | Сергиево-Посадский | 2004 | в состав сельского округа включено село Муханово (ранее рп) |
| 13 | Петровский        | Наро-Фоминский     | 2004 | дп Алабино присоединён к деревне Алабино |
| 14 | Петровский        | Шатурский          | 2004 | в состав сельского округа включён посёлок Шатурторф (ранее рп) |
| 15 | Старониколаевский | Рузский            | 2005 | в состав сельского округа включён посёлок Дорохово (ранее рп) |
| 16 | Темповый          | Талдомский         | 2003 | рп Темпы преобразован в с.н.п. (село), образован сельский округ, в состав которого включены также и с.н.п., находившиеся в подчинении Темпов                              |
| 17 | Харлампеевский    | Шатурский          | 2004 | в состав сельского округа включён посёлок Радовицкий (ранее рп) |
| 18 | Шувойский         | Егорьевский        | 2001 | рп Шувое (ранее Красный Ткач, преобразован в с.н.п. (посёлок Шувое), образован сельский округ, в состав которого включены также и с.н.п., находившиеся в подчинении Шувое |
| 19 | Юдинский          | Одинцовский        | 2004 | в состав сельского округа включены сёла Дубки и Жаворонки (ранее дп) и подчинявшиеся им с.н.п.                                                                            |